# Meredith Vieira
Meredith Louise Vieira, née le 30 décembre 1953, est une journaliste et présentatrice de télévision américaine.

## Biographie
Elle a présenté le magazine d'information 60 Minutes de 1989 à 1991 sur le réseau CBS, a fait partie du panel original de l'émission féminine américaine The View de 1997 à 2006 diffusée sur ABC, et a présenté la matinale Today de 2006 à 2011 sur NBC. Elle a également présenté Dateline NBC entre 2006 et 2011. Elle présente Who Wants to Be a Millionaire? depuis 2002, en remplacement de Regis Philbin.
Elle animera le The Meredith Vieira Show en septembre 2014.
Elle est née dans la ville de East Providence, dans l'État de Rhode Island.
Elle joue son propre rôle dans la saison 3 de la série House of Cards.